# Can Padró (Castellbell i el Vilar)
Can Padró és una masia al terme municipal de Castellbell i el Vilar (al Bages) protegida com a bé cultural d'interès local. Construcció situada entre la línia del ferrocarril i la zona de peatge de l'autopista C-16. Es tracta d'una masia formada per un conjunt d'edificacions que s'han anat juxtaposant amb un volum originari de planta baixa més dos pisos. L'acabat exterior és maçoneria de pedra vista. Destaquen la diferència d'obertures: arcades, finestres balconeres, altres tapiades. Disposa de diferents cossos adossats que originàriament realitzaven les tasques de la típica edificació rural catalana.